# 津市市
津市市（しんし-し）は中華人民共和国湖南省常徳市に位置する県級市。

## 行政区画
- 街道：三洲駅街道、汪家橋街道、襄陽街街道、金魚嶺街道、嘉山街道
- 鎮：新洲鎮、白衣鎮、薬山鎮、毛里湖鎮